# Gwanghwamun
Gwanghwamun è la porta principale e più grande del Palazzo Gyeongbok, a Jongno-gu, Seul, Corea del Sud. Si trova in corrispondenza di un incrocio a tre vie all'estremità nord di Sejongno. Come punto di riferimento e simbolo della storia di Seul come capitale durante la dinastia Joseon, la porta ha attraversato diversi periodi di distruzione e degrado. L'ultimo grande intervento di restauro della porta è terminato ed è stato aperto al pubblico il 15 agosto 2010.